# Johnny Ekström
Johnny Ekström (Örgryte, 5 marzo 1965) è un ex calciatore svedese, di ruolo attaccante.

## Carriera

### Club
Dopo due stagioni all'IFK Göteborg viene acquistato dall'Empoli, in Italia, squadra esordiente in Serie A. Ekström esordisce il 28 settembre 1986 nella gara persa per 3-0 a Genova, con la Sampdoria. La sua prima rete la realizza il 30 novembre dello stesso anno, nella vittoria casalinga per 1-0 con la Fiorentina. Si ripete quindi a Milano con l'Inter nella sconfitta maturata il 18 gennaio  1987. Segna ancora, ma stavolta la rete è decisiva, nel successo di misura con l'Ascoli. In tutto, nel primo anno, 24 presenze e tre reti. Disputa anche le due gare dell'ottavo di finale di Coppa Italia con l'Inter, che sanciscono l'eliminazione della squadra toscana. A fine stagione la squadra, guidata da Gaetano Salvemini, si piazza 13º con 23 punti e ottiene la salvezza.

Ekström (a sinistra) saluta il connazionale Hysén della, in occasione del derby toscano del 4 ottobre 1987.

Nella stagione successiva, l'Empoli parte da una penalizzazione importante di cinque punti. A Ekström viene affiancato un altro straniero, lo jugoslavo Davor Čop, che deluderà. Ekström parte bene, segnando alla seconda giornata nella sfida vinta per 1-0 con la Juventus. Si ripete poi a Napoli (sconfitta per 2-1) e in casa con la Roma (vittoria per 2-1). Poi nel pari per 2-2 con la Sampdoria del 24 gennaio 1988. Da lì in poi rimane a secco, scomparendo dal tabellino dei marcatori. Torna a segnare il 15 maggio nella vittoria, inutile, con il Pescara di Galeone, a retrocessione matematica avvenuta sette giorni prima. In Coppa Italia, Ekström segna due reti: una al Piacenza e una in casa con la Cremonese. Entrambe le gare vengono vinte per 3-2 dagli azzurri. La squadra toscana fa meglio della stagione precedente, fermandosi però ai quarti di finale, sempre per mano dell'Inter di Trapattoni.
A fine stagione, viene ceduto al Bayern Monaco dove rimane un solo campionato, vincendolo. Troverà l'Inter (e la doppia sfida arriderà ai bavaresi) negli ottavi di finale di Coppa Uefa. Nel 1989 passa in Francia, al Cannes, e vi rimane fino al 1991, prima di far ritorno all'IFK Göteborg. Nel 1993 torna in Italia alla Reggiana, guidata da Pippo Marchioro e neopromossa in Serie A in quanto vincitrice nella stagione precedente del campionato di Serie B. Lo svedese, ingaggiato per 500 milioni di lire, segna una rete all'Udinese, il 17 ottobre 1993: sarà l'ultima marcatura italiana. In totale, 9 presenze e una rete in campionato, oltre a una presenza in Coppa Italia. Viene quindi ceduto in Spagna, al Betis, ma gioca solo sette gare. Prende nel 1994 nuovamente la via tedesca, giocando prima alla Dinamo Dresda e poi all'Eintracht Francoforte, dove rimane due stagioni, contro una alla Dinamo. Chiude la carriera agonistica nel 1998 all'IFK Göteborg, con sole tre reti in otto gare.

### Nazionale
Nazionale svedese dal 1986, fallisce la qualificazione a Euro 1988 (passa l'Italia) ma non quella a Italia 1990. Nel mondiale la Svezia è inserita in un girone apparentemente agevole: escludendo il Brasile, ci sono Scozia e Costarica. Gli scandinavi però, perdono tutte e tre le gare con Ekström che va a segno nell'ultima, persa con i centramericani, a eliminazione ormai sancita. Lo svedese partecipa anche all'europeo casalingo del 1992. Il torneo è ancora a otto squadre e la Svezia supera la fase a gironi, classificandosi prima davanti a Danimarca, Francia e Inghilterra. Si ferma però in semifinale (per 3-2) con la Germania, che poi perderà la finale con i danesi. Nella rosa che affronta il mondiale statunitense del 1994, Ekström non è presente, pagando forse il suo scarso minutaggio. La Svezia otterrà un onorevole terzo posto, battendo nella finale per il terzo posto la Bulgaria.
Ekström chiude con la nazionale nel 1995, dopo aver segnato 12 reti in 47 incontri.

## Statistiche

### Cronologia presenze e reti in nazionale
| Cronologia completa delle presenze e delle reti in nazionale ― Svezia | Cronologia completa delle presenze e delle reti in nazionale ― Svezia | Cronologia completa delle presenze e delle reti in nazionale ― Svezia | Cronologia completa delle presenze e delle reti in nazionale ― Svezia | Cronologia completa delle presenze e delle reti in nazionale ― Svezia | Cronologia completa delle presenze e delle reti in nazionale ― Svezia | Cronologia completa delle presenze e delle reti in nazionale ― Svezia | Cronologia completa delle presenze e delle reti in nazionale ― Svezia |
| Data                                                                  | Città                                                                 | In casa                                                               | Risultato                                                             | Ospiti                                                                | Competizione                                                          | Reti                                                                  | Note                                                                  |
| --------------------------------------------------------------------- | --------------------------------------------------------------------- | --------------------------------------------------------------------- | --------------------------------------------------------------------- | --------------------------------------------------------------------- | --------------------------------------------------------------------- | --------------------------------------------------------------------- | --------------------------------------------------------------------- |
| 1-5-1986                                                              | Malmö                                                                 | Svezia                                                                | 0 – 0                                                                 | Grecia                                                                | Amichevole                                                            | -                                                                     | 71’                                                                   |
| 14-5-1986                                                             | Salisburgo                                                            | Austria                                                               | 1 – 0                                                                 | Svezia                                                                | Amichevole                                                            | -                                                                     | 79’                                                                   |
| 6-8-1986                                                              | Helsinki                                                              | Finlandia                                                             | 1 – 3                                                                 | Svezia                                                                | Amichevole                                                            | 1                                                                     | 62’                                                                   |
| 20-8-1986                                                             | Göteborg                                                              | Svezia                                                                | 0 – 0                                                                 | Unione Sovietica                                                      | Amichevole                                                            | -                                                                     | 82’                                                                   |
| 10-9-1986                                                             | Stoccolma                                                             | Svezia                                                                | 1 – 0                                                                 | Inghilterra                                                           | Amichevole                                                            | 1                                                                     |                                                                       |
| 24-9-1986                                                             | Solna                                                                 | Svezia                                                                | 2 – 0                                                                 | Svizzera                                                              | Qual. Mondiali 1986                                                   | 2                                                                     |                                                                       |
| 12-10-1986                                                            | Oeiras                                                                | Portogallo                                                            | 1 – 1                                                                 | Svezia                                                                | Qual. Mondiali 1986                                                   | -                                                                     |                                                                       |
| 16-11-1986                                                            | Ta' Qali                                                              | Malta                                                                 | 0 – 5                                                                 | Svezia                                                                | Qual. Mondiali 1986                                                   | 2                                                                     |                                                                       |
| 18-4-1987                                                             | Tbilisi                                                               | Unione Sovietica                                                      | 1 – 3                                                                 | Svezia                                                                | Amichevole                                                            | -                                                                     |                                                                       |
| 24-5-1987                                                             | Göteborg                                                              | Svezia                                                                | 1 – 0                                                                 | Malta                                                                 | Qual. Euro 1988                                                       | 1                                                                     | 69’                                                                   |
| 3-6-1987                                                              | Stoccolma                                                             | Svezia                                                                | 1 – 0                                                                 | Italia                                                                | Qual. Euro 1988                                                       | -                                                                     |                                                                       |
| 17-6-1987                                                             | Losanna                                                               | Svizzera                                                              | 1 – 1                                                                 | Svezia                                                                | Qual. Euro 1988                                                       | 1                                                                     |                                                                       |
| 26-8-1987                                                             | Solna                                                                 | Svezia                                                                | 1 – 0                                                                 | Danimarca                                                             | Amichevole                                                            | -                                                                     |                                                                       |
| 23-9-1987                                                             | Solna                                                                 | Svezia                                                                | 0 – 1                                                                 | Portogallo                                                            | Qual. Euro 1988                                                       | -                                                                     |                                                                       |
| 14-10-1987                                                            | Gelsenkirchen                                                         | Germania Ovest                                                        | 1 – 1                                                                 | Svezia                                                                | Amichevole                                                            | -                                                                     |                                                                       |
| 14-11-1987                                                            | Napoli                                                                | Italia                                                                | 2 – 1                                                                 | Svezia                                                                | Qual. Euro 1988                                                       | -                                                                     | 65’                                                                   |
| 31-3-1988                                                             | Berlino Ovest                                                         | Germania Ovest                                                        | 1 – 1 dts (2 – 4 dtr)                                                 | Svezia                                                                | Amichevole                                                            | -                                                                     | 83’                                                                   |
| 31-8-1988                                                             | Solna                                                                 | Svezia                                                                | 1 – 2                                                                 | Danimarca                                                             | Amichevole                                                            | -                                                                     | 46’                                                                   |
| 12-10-1988                                                            | Göteborg                                                              | Svezia                                                                | 0 – 0                                                                 | Portogallo                                                            | Amichevole                                                            | -                                                                     | 68’                                                                   |
| 19-10-1988                                                            | Londra                                                                | Inghilterra                                                           | 0 – 0                                                                 | Svezia                                                                | Qual. Mondiali 1990                                                   | -                                                                     | 63’                                                                   |
| 5-11-1988                                                             | Tirana                                                                | Albania                                                               | 1 – 2                                                                 | Svezia                                                                | Qual. Mondiali 1990                                                   | 1                                                                     |                                                                       |
| 26-4-1989                                                             | Wrexham                                                               | Galles                                                                | 0 – 2                                                                 | Svezia                                                                | Amichevole                                                            | -                                                                     | 50’                                                                   |
| 7-5-1989                                                              | Solna                                                                 | Svezia                                                                | 2 – 1                                                                 | Polonia                                                               | Qual. Mondiali 1990                                                   | -                                                                     |                                                                       |
| 31-5-1989                                                             | Örebro                                                                | Svezia                                                                | 2 – 0                                                                 | Algeria                                                               | Amichevole                                                            | -                                                                     |                                                                       |
| 14-6-1989                                                             | Copenaghen                                                            | Danimarca                                                             | 6 – 0                                                                 | Svezia                                                                | Amichevole                                                            | -                                                                     | 46’                                                                   |
| 6-9-1989                                                              | Solna                                                                 | Svezia                                                                | 0 – 0                                                                 | Inghilterra                                                           | Qual. Mondiali 1990                                                   | -                                                                     |                                                                       |
| 8-10-1989                                                             | Solna                                                                 | Svezia                                                                | 3 – 1                                                                 | Albania                                                               | Qual. Mondiali 1990                                                   | -                                                                     | 80’                                                                   |
| 25-10-1989                                                            | Chorzów                                                               | Polonia                                                               | 0 – 2                                                                 | Svezia                                                                | Qual. Mondiali 1990                                                   | 1                                                                     | 81’                                                                   |
| 16-2-1990                                                             | Dubai                                                                 | Emirati Arabi Uniti                                                   | 0 – 2                                                                 | Svezia                                                                | Amichevole                                                            | -                                                                     | 81’                                                                   |
| 21-2-1990                                                             | Bruxelles                                                             | Belgio                                                                | 0 – 0                                                                 | Svezia                                                                | Amichevole                                                            | -                                                                     | 58’                                                                   |
| 11-4-1990                                                             | Algeri                                                                | Algeria                                                               | 1 – 1                                                                 | Svezia                                                                | Amichevole                                                            | -                                                                     | 53’                                                                   |
| 27-5-1990                                                             | Solna                                                                 | Svezia                                                                | 6 – 0                                                                 | Finlandia                                                             | Amichevole                                                            | -                                                                     | 68’                                                                   |
| 16-6-1990                                                             | Genova                                                                | Svezia                                                                | 1 – 2                                                                 | Scozia                                                                | Mondiali 1990 - 1º turno                                              | -                                                                     | 63’                                                                   |
| 20-6-1990                                                             | Genova                                                                | Svezia                                                                | 1 – 2                                                                 | Costa Rica                                                            | Mondiali 1990 - 1º turno                                              | 1                                                                     |                                                                       |
| 26-1-1992                                                             | Sydney                                                                | Australia                                                             | 0 – 0                                                                 | Svezia                                                                | Amichevole                                                            | -                                                                     |                                                                       |
| 29-1-1992                                                             | Adelaide                                                              | Australia                                                             | 1 – 0                                                                 | Svezia                                                                | Amichevole                                                            | -                                                                     | 75’                                                                   |
| 2-2-1992                                                              | Melbourne                                                             | Australia                                                             | 1 – 0                                                                 | Svezia                                                                | Amichevole                                                            | -                                                                     |                                                                       |
| 7-5-1992                                                              | Stoccolma                                                             | Svezia                                                                | 5 – 0                                                                 | Polonia                                                               | Amichevole                                                            | -                                                                     | 77’                                                                   |
| 14-6-1992                                                             | Solna                                                                 | Svezia                                                                | 1 – 0                                                                 | Danimarca                                                             | Euro 1992 - 1º turno                                                  | -                                                                     | 77’                                                                   |
| 17-6-1992                                                             | Solna                                                                 | Svezia                                                                | 2 – 1                                                                 | Inghilterra                                                           | Euro 1992 - 1º turno                                                  | -                                                                     | 46’                                                                   |
| 21-6-1992                                                             | Solna                                                                 | Svezia                                                                | 2 – 3                                                                 | Germania                                                              | Euro 1992 - Semifinale                                                | -                                                                     | 73’                                                                   |
| 9-9-1992                                                              | Helsinki                                                              | Finlandia                                                             | 0 – 1                                                                 | Svezia                                                                | Qual. Mondiali 1994                                                   | -                                                                     | 58’                                                                   |
| 11-11-1992                                                            | Ramat Gan                                                             | Israele                                                               | 1 – 3                                                                 | Svezia                                                                | Qual. Mondiali 1994                                                   | -                                                                     | 82’                                                                   |
| 15-4-1993                                                             | Budapest                                                              | Ungheria                                                              | 0 – 2                                                                 | Svezia                                                                | Amichevole                                                            | 1                                                                     | 69’                                                                   |
| 19-5-1993                                                             | Stoccolma                                                             | Svezia                                                                | 1 – 0                                                                 | Austria                                                               | Qual. Mondiali 1994                                                   | -                                                                     | 80’                                                                   |
| 8-9-1993                                                              | Sofia                                                                 | Bulgaria                                                              | 1 – 1                                                                 | Svezia                                                                | Qual. Mondiali 1994                                                   | -                                                                     | 80’                                                                   |
| 8-3-1995                                                              | Limassol                                                              | Cipro                                                                 | 3 – 3                                                                 | Svezia                                                                | Amichevole                                                            | 1                                                                     |                                                                       |
| Totale                                                                |                                                                       | Presenze                                                              | 47                                                                    |                                                                       | Reti                                                                  | 13                                                                    |                                                                       |

## Palmarès

### Club
- Campionato svedese: 2

IFK Göteborg: 1984, 1991, 1993
- Campionato tedesco: 1

Bayern Monaco: 1988-1989
- Svenska Cupen: 1

IFK Göteborg: 1991